# Культура (Липецкая область)
Культура — посёлок в Лебедянском районе Липецкой области России. Входит в состав Шовского сельсовета.

## География
Посёлок находится на севере центральной части Липецкой области, в лесостепной зоне, в пределах северо-восточных отрогов Среднерусской возвышенности, при автодороге 42К-526, на расстоянии примерно 19 километров (по прямой) к востоку-северо-востоку от города Лебедянь, административного центра района. Абсолютная высота — 201 метр над уровнем моря.

### Климат
Климат характеризуются как умеренно континентальный, с умеренно холодной продолжительной зимой и тёплым летом. Среднегодовая температура воздуха составляет 4,5 °С. Средняя температура воздуха самого холодного месяца (января) — −9,5 °C; самого тёплого месяца (июля) — 19,5 °C. Среднегодовое количество атмосферных осадков составляет 500 мм, из которых около 65 — 70 % выпадает в тёплый период. Преобладающими ветрами являются юго-западный, западный и северо-западный.

### Часовой пояс
Посёлок Культура, как и вся Липецкая область, находится в часовой зоне МСК (московское время). Смещение применяемого времени относительно UTC составляет +3:00.

## Население
| 2010 |
| ---- |
| 257  |

### Половой состав
По данным Всероссийской переписи населения 2010 года в гендерной структуре населения мужчины составляли 51 %, женщины — соответственно 49 %.

### Национальный состав
Согласно результатам переписи 2002 года, в национальной структуре населения русские составляли 93 % из 219 чел.